# 海西晨報
《海西晨報》是中華人民共和國福建省廈門市的一份報紙，隸屬於廈門日報社。前身是創刊於1995年7月1日的《廈門商報》。2012年9月更名為《海西晨報》。2012年12月26日，《海西晨報》正式創刊。更名的目的是報社想將讀者範圍擴大至海峡西岸经济区。該報在厦门市、漳州市、泉州市、龙岩市设有近30个发行站。

## 外部連結
- 官方网站